# Chrząchów

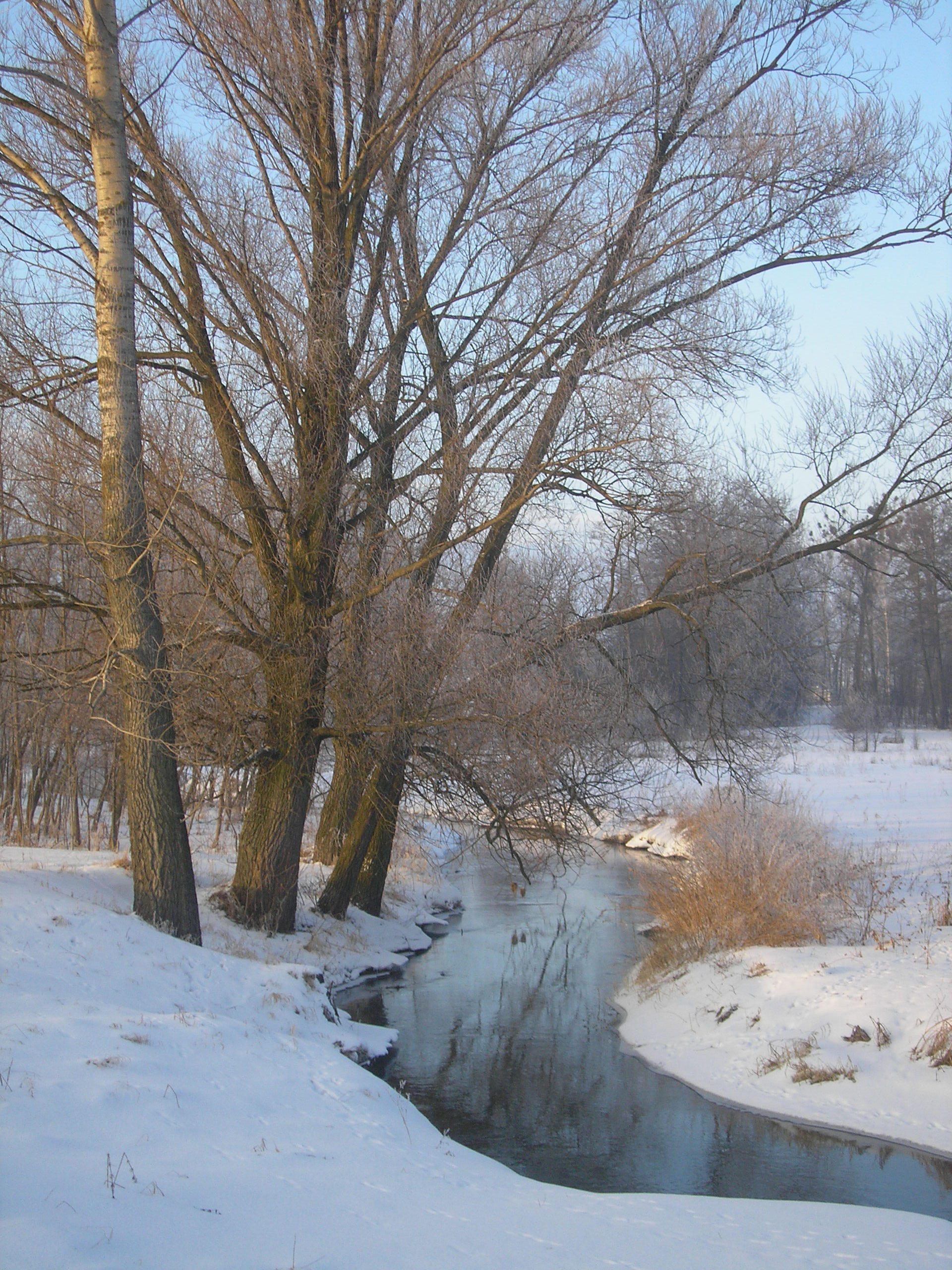
Rzeka Kurówka w Chrząchowie

Chrząchów – wieś położona nad rzeką Kurówką w województwie lubelskim, powiecie puławskim, gminie Końskowola, w odległości 4 km od Kurowa, 6 km od Końskowoli, 12 km od Puław i 35 km od Lublina. Wieś stanowi sołectwo gminy Końskowola. Najwyższym punktem wsi jest Łysa Góra (180,2 m n.p.m.).
Wieś liczy około 160 gospodarstw i nieco więcej domów, znajdują się tu: kaplica pw. Trójcy Świętej w parafii pw. Znalezienia św. Krzyża i św. Andrzeja Apostoła w Końskowoli, szkoła podstawowa i przedszkole, remiza strażacka ochotniczej straży pożarnej, agencja pocztowa, sklepy. Docierają tu autobusy puławskiej komunikacji miejskiej.
Wieś stanowi sołectwo gminy Końskowola. Według Narodowego Spisu Powszechnego z roku 2011 wieś liczyła 716 mieszkańców.
Wierni Kościoła rzymskokatolickiego należą do parafii Znalezienia Krzyża Świętego i św. Andrzeja Apostoła w Końskowoli.

## Historia
- Pierwsze pisemne wzmianki o Chrząchowie sięgają XV wieku. Jan Długosz zanotował wieś jako Crzochow[11]. Wykopaliska wskazują jednak na istnienie zorganizowanego osadnictwa między X a XIII wiekiem. Mniej zorganizowane osiedla ludzkie mogły istnieć tu wcześniej, skoro na terenie dzisiejszego pobliskiego Nowego Pożogu istniały już w epoce mezolitu (8 tys. – 5 tys. lat p.n.e., a rówieśnicy budowniczych Biskupina pozostawili ślady na terenie dzisiejszej Opoki.
- Prawdopodobnie od momentu powstania Chrząchów należał do parafii końskowolskiej. Przed jej erygowaniem, żyjący w okolicy ludzie mogli korzystać z posługi kapłanów z Jaroszyna za Wisłą, Gołębia, Wietrznej Góry (dziś: Kazimierz Dolny), Garbowa, istnieje też przekaz o efemerycznym kościele w Kurowie XII wieku.
- Pierwszym znanym z imienia właścicielem Chrząchowa był rycerz Mikołaj, o którym nie ma żadnych dodatkowych informacji. Jest notowany jako właściciel wsi w 1430 roku. Przez stulecia wieś, będąc własnością prywatną, wchodziła w skład tzw. klucza końskowolskiego. Pozostawała kolejno własnością Tęczyńskich, Zbaraskich, Daniłłowiczów, Opalińskich, Lubomirskich, Sieniawskich i Czartoryskich.
- W XV wieku powstały na północ od Chrząchowa powstała wieś Chrząchówek, a w XVI wieku – Wola Chrząchowska (obecnie Pulki). Ich toponimika wskazuje, że mogło być to związane z przeludnieniem Chrząchowa.
- Wieś szlachecka położona była w drugiej połowie XVI wieku w powiecie lubelskim województwa lubelskiego[12].
- Wieś Chrzochów wchodziła w 1662 roku w skład majętności końskowolskiej Łukasza Opalińskiego[13].
- W 1676 roku wieś zapłaciła pogłówne od 90 poddanych[11]
- Słownik Geograficzny Królestwa Polskiego i innych krajów słowiańskich podaje, że w 1827 roku było we wsi 45 domów i 335 mieszkańców[14]
- W momencie uwłaszczenia w latach 60. XIX wieku wieś liczyła: 70 gospodarstw chłopskich, placówkę przeznaczoną na szkołę i placówkę przeznaczoną na kuźnię. W obrębie wsi było wyznaczonych również 6 nadziałów obrabianych przez małorolnych chłopów z Wólki Nowodworskiej[15].
- 10 września 1939 roku wieś została zbombardowana przez samoloty Luftwaffe. Zginęło kilka spokrewnionych lub spowinowaconych ze sobą osób oraz nieznany mężczyzna (wszyscy są pochowani w jednej mogile na cmentarzu w Końskowoli).

W latach 1954–1958 wieś należała i była siedzibą władz gromady Chrząchów, po jej zniesieniu w gromadzie Kurów. W latach 1975–1998 miejscowość administracyjnie należała do ówczesnego województwa lubelskiego.